# Foulques Ier de Pontevès
Foulques ou Fouquet Ier de Pontevès († av. 1260) est un noble provençal, issu de la famille d'Agoult et qui serait à l'origine de la famille de Pontevès, Lieutenant général des armées du comte de Provence.

## Biographie
Foulques est le fils d'Isnard [I] d'Agoult, dit d'Entrevennes, baron de Sault, Cosgr d'Agoult, d'Apt, etc., et de Doulce/Doulceline, dame de Pontevès. il est seigneur de Pontevès du chef de sa mère.
Le 13 février 1244, il transige avec ses deux frères pour le partage de la succession paternelle.
Il est seigneur de Pontevès, Montmeyan, Esparron, Artignosc, Bargème, Callas, Brovès, Tavernes, Lussan[Lequel ?], Sillans, Barjols, Beauvezet[Où ?], la Bastide-de-Bersille[Où ?], Comps, Auriac, Buoux, etc.
Il prend part à la septième croisade, fut à la prise de Damiette avec le Roi Saint Louis en 1249, et à la bataille de Mansourah en 1250. Le 22 novembre 1251, il fut caution, avec son frère Isnard, pour Barral Ier des Baux, envers le Comte de Provence.
Il épouse, en premières noces, par contrat du 27 novembre 1240, Mathilde de Rheza, fille unique de Guillaume de Rheza, seigneur et premier baron de Cotignac, seigneur de Carcès et de Flassans, surnommé le Grand, lieutenant général des armées du Comte de Provence Raymond-Bérenger IV, son exécuteur testamentaire, et tuteur (avec Romée de Villeneuve) de la comtesse Béatrix, fille de Raymond-Béranger IV, la future épouse de Charles d'Anjou, roi de Naples et de Sicile. Il épousa, en secondes noces, Philippe des Porcellets.
De son premier mariage, il a 2 garçons et 5 filles : Barral Ier, Guillaume, Maragde, Guillemette, Isoarde, Beatrix et Marcelle. De son second mariage, il a 3 filles : Douceline,  Mabile et Maragde.